# Marantochloa conferta
Marantochloa conferta là một loài thực vật có hoa trong họ Marantaceae. Loài này được George Bentham mô tả khoa học đầu tiên năm 1883 dưới danh pháp Calathea conferta. Năm 2011, Alexandra C. Ley và Regine Claßen-Bockhoff chuyển nó sang chi Marantochloa.

## Phân bố
Loài bản địa Angola (gồm cả Cabinda), Cameroon, Cộng hòa Trung Phi, Cộng hòa Congo, Guinea Xích Đạo, Gabon, Ghana, các đảo trong vịnh Guinea, Bờ Biển Ngà, Nigeria, Sudan, Uganda, Cộng hòa Dân chủ Congo.